# Fosdalen
Fosdalen er en fredet kløft ved Lien nær Lerup Kirke ca. 10 km nordvest for Brovst.  Fosdalen er ca. 1 km lang og skærer sig ned i morænebakkerne, som er op til 60 meter over havet og gennembryder Lien. Den er den kendteste af flere lignende kløfter omkring Lien. Af andre kløfter i området kan nævnes Langdalen, Lilledal, Dybdal, Hulen og Nøddedalen. Området nedenfor Lien er en kystslette, der fortsætter ud mod Slettestrand og Jammerbugt.  Dalen er som de andre dale dannet af Weichsel-istidens smeltevand, og sidenhen er størrelsen øget af bl.a. regn og anden erosion.
Fosdalen blev i 1901 solgt fra Lerup Præstegård til Staten og forvaltes i dag af Naturstyrelsen. 
Fosdalen blev fredet i 1902, og på daværende tidspunkt havde området været benyttet til afgræsning, og hedelyng var fremtrædende. I dag er dalen tilvokset med tæt løvskov. En stor samlet fredning kaldet Natura 2000-område nr. 21 Ejstrup Klit, Egvands Bakker og Lien med Underlien blev gennemført i 2009 og samler flere forskellige fredninger af ældre dato.